# جيانيس أراباتزيس
جيانيس أراباتزيس (باليونانية: Γιάννης Αραμπατζής)‏ (28 مايو 1984 بفيريا في اليونان - ) هو لاعب كرة قدم يوناني في مركز حراسة المرمى. شارك مع منتخب اليونان تحت 19 سنة لكرة القدم. أما مع النوادي، فقد لعب مع أيك أثينا ونادي أسترا جورجو ونادي إيرميس أراديبو وPAE Kerkyra ‏.

## وصلات خارجية
- جيانيس أراباتزيس على موقع الاتحاد الأوربي (الإنجليزية)
- جيانيس أراباتزيس على موقع قاعدة بيانات كرة القدم.إي يو (الإنجليزية)
- جيانيس أراباتزيس على موقع Soccerway.com (الإنجليزية)
- جيانيس أراباتزيس على موقع AS.com (الإسبانية)